# Caliciopsis calicioides
Caliciopsis calicioides är en svampart som tillhör divisionen sporsäcksvampar, och som först beskrevs av Ellis och Benjamin Matlack Everhart, och fick sitt nu gällande namn av Harry Morton Fitzpatrick. Caliciopsis calicioides ingår i släktet Caliciopsis, och familjen Coryneliaceae. Arten är reproducerande i Sverige.